# Hyposmocoma argyresthiella
Hyposmocoma argyresthiella là một loài bướm đêm thuộc họ Cosmopterigidae. Nó là loài đặc hữu của Kauai, Oahu, Molokai và Hawaii. 